# Placer (Surigao del Norte)
Placer è una municipalità di quarta classe delle Filippine, situata nella Provincia di Surigao del Norte, nella Regione di Caraga.
Placer è formata da 20 baranggay:
- Amoslog
- Anislagan
- Bad-as
- Boyongan
- Bugas-bugas
- Central (Pob.)
- Ellaperal (Nonok)
- Ipil (Pob.)
- Lakandula
- Mabini
- Macalaya
- Magsaysay (Pob.)
- Magupange
- Pananay-an
- Panhutongan
- San Isidro
- Sani-sani
- Santa Cruz
- Suyoc
- Tagbongabong